# محافظة ها تاي
محافظة ها تاي  ( بالفيتنامية : Hà Tây ) هي إحدى محافظات فيتنام. وتقع في دلتا النهر الأحمر. في عام 2008 تم إضافة هذه المحافظة إلى مدينة هانوي.

## روابط إضافية
- Official website